# Jörn Renzenbrink
Jörn Renzenbrink (ur. 17 lipca 1972 w Hamburgu) – niemiecki tenisista.

## Kariera tenisowa
Jako zawodowy tenisista Renzenbrink występował w latach 1991–1998.
Najlepszym sezonem w karierze Niemca był 1994 rok, kiedy osiągnął m.in. 3 rundę Australian Open oraz 4 rundę US Open. Był także w finale turnieju z cyklu ATP World Tour w Seulu, przegrywając z Jeremym Batesem.
W grze podwójnej odniósł zwycięstwo w zawodach ATP World Tour w Newport w sezonie 1995, wspólnie z Markusem Zoeckiem.
Renzenbrink znajdował się w niemieckiej kadrze narodowej "B", ale w reprezentacji w Pucharze Davisa nie wystąpił. Startował także w Bundeslidze tenisowej.
W rankingu gry pojedynczej najwyżej był na 70. miejscu (12 września 1994), a w klasyfikacji gry podwójnej na 153. pozycji (17 lipca 1995).

### Finały w turniejach ATP World Tour
| Legenda                                      |
| -------------------------------------------- |
| Wielki Szlem                                 |
| Igrzyska olimpijskie                         |
| Tennis Masters Cup / ATP Finals              |
| ATP Masters Series / ATP Tour Masters 1000   |
| ATP International Series Gold / ATP Tour 500 |
| ATP International Series / ATP Tour 250      |

#### Gra pojedyncza (0–1)
| Końcowy wynik | Nr | Data             | Turniej | Nawierzchnia | Przeciwnik   | Wynik finału     |
| ------------- | -- | ---------------- | ------- | ------------ | ------------ | ---------------- |
| Finalista     | 1. | 24 kwietnia 1994 | Seul    | Twarda       | Jeremy Bates | 4:6, 7:6(6), 3:6 |

#### Gra podwójna (1–0)
| Końcowy wynik | Nr | Data          | Turniej | Nawierzchnia | Partner       | Przeciwnicy                | Wynik finału |
| ------------- | -- | ------------- | ------- | ------------ | ------------- | -------------------------- | ------------ |
| Zwycięzca     | 1. | 16 lipca 1995 | Newport | Trawiasta    | Markus Zoecke | Paul Kilderry Nuno Marques | 6:1, 6:2     |